# Matrix (franchise)

Logo del franchise

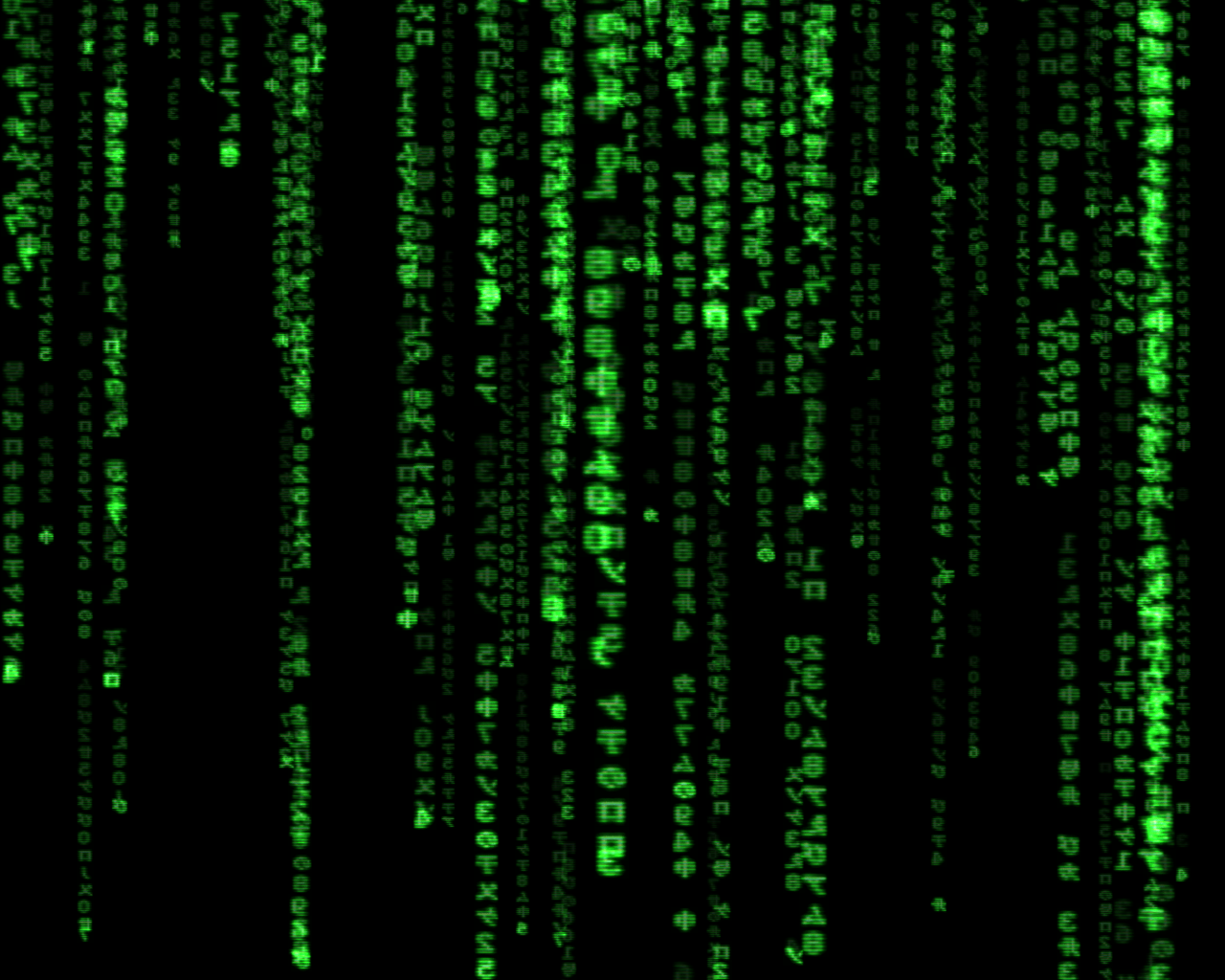
Il codice di Matrix

Matrix è un media franchise basato su una serie di film diretti da Andy e Larry Wachowski; i primi tre capitoli sono usciti tra il 1999 e il 2003, mentre il quarto è stato distribuito nel 2021, a oltre diciott'anni di distanza dal precedente.
La serie descrive un precursore dell'odierno metaverso e definisce un'umanità soggetta al mondo delle macchine.
Le ottime recensioni ricevute da Matrix convinsero Andy Wachowski e Larry Wachowski a girare due seguiti che, a detta loro, erano stati già ideati insieme al primo capitolo; a livello di critica, i due seguiti (Matrix Reloaded e Matrix Revolutions) non riuscirono a replicare il successo iniziale, ma il secondo film fu comunque un blockbuster al botteghino e raddoppiò gli incassi ottenuti dal primo.
Nel 2003 uscì anche un film collettivo d'animazione intitolato Animatrix, una raccolta di nove cortometraggi ispirati direttamente al primo capitolo della serie.
L'uscita del quarto capitolo, con i riconfermati protagonisti Keanu Reeves e Carrie Ann-Moss, fu annunciata per il 2021, a oltre diciott'anni di distanza dal precedente.

## Film
| Film                 | Data di uscita USA | Regia                  | Sceneggiatura                                    | Produttori                                 |
| -------------------- | ------------------ | ---------------------- | ------------------------------------------------ | ------------------------------------------ |
| Matrix               | 31 marzo 1999      | Andy e Larry Wachowski | Andy e Larry Wachowski                           | Joel Silver                                |
| Matrix Reloaded      | 15 maggio 2003     | Andy e Larry Wachowski | Andy e Larry Wachowski                           | Joel Silver                                |
| Matrix Revolutions   | 5 novembre 2003    | Andy e Larry Wachowski | Andy e Larry Wachowski                           | Joel Silver                                |
| Matrix Resurrections | 22 dicembre 2021   | Lana Wachowski         | Lana Wachowski, David Mitchell, Aleksandar Hemon | Lana Wachowski, Grant Hill, James McTeigue |

## Personaggi

Le frasi di Trinity che compaiono sul monitor di Neo

### Protagonisti
- Neo (Keanu Reeves) è il protagonista della serie.
- Trinity (Carrie-Anne Moss) è la co-protagonista della serie.
- Morpheus (Laurence Fishburne) è il co-protagonista della serie.

### Antagonisti
- Smith (Hugo Weaving) è l'antagonista principale della serie. Nel primo film, Smith è uno spietato Agente che, insieme ai due programmi colleghi, Jones e Brown, ha il duplice compito di intercettare gli umani liberati nel momento in cui sono vulnerabili, ossia quando entrano in Matrix alla ricerca di altri umani da liberare o per consultare l'Oracolo, e di cercare di reperire i codici di accesso alla città di Zion, la città dove vivono gli umani e da dove partono le navi per raggiungere la quota di collegamento per l'ingresso in Matrix. Al termine del primo film viene sconfitto da Neo, che apparentemente lo distrugge grazie ai poteri dell'Eletto che ha appena acquisito. Tuttavia, nel secondo e terzo film, Smith fa ritorno come virus in grado di trasformare ogni coscienza presente in Matrix in una copia di sé stesso, diventando di fatto una minaccia sia per gli umani che per il sistema. Sarà proprio Smith e il suo operato come virus a spingere le Macchine ad accettare l'aiuto di Neo in cambio della fine della secolare guerra contro gli uomini. Dopo un lungo combattimento, Smith finisce per condannarsi da solo dopo che Neo si lascia sovrascrivere da quest'ultimo: ciò permette a Deus Ex Machina di lanciare (attraverso Neo, a cui era collegato) un'onda di energia nel sistema di Matrix che debella Smith e tutte le sue copie, uccidendo sia Smith che Neo nel processo a causa del legame che esiste tra loro. Nel quarto film, Smith risorge grazie all'Analista che aveva riportato in vita Neo, proprio per via del loro legame. Dopo aver recuperato i suoi ricordi Smith, abbandona la sua ostilità verso Neo nel momento in cui realizza che non devono per forza essere necessariamente in conflitto, e infine lo aiuta a sconfiggere L'Analista per poi sparire, lasciando però intuire che si sarebbero rivisti. In Matrix Resurrections viene interpretato da Jonathan Groff.
- Agenti sono programmi appositamente creati per eliminare qualsiasi minaccia al sistema grazie ai loro incredibili poteri sovrumani. Indossano giacche eleganti di colore nero abbinate a cravatte nere, camicie bianche come sottovesti e scarpe eleganti nere. Una tenuta pressoché identica a quella utilizzata realmente dagli agenti dell'FBI degli Stati Uniti. Hanno inoltre in dotazione la pistola di produzione israeliana Desert Eagle. Questi programmi hanno elevate abilità nelle arti marziali e sono dotati di una forza e velocità devastanti: possono sfondare muri a pugni, saltare per diversi metri in altezza e sono in grado di schivare le pallottole della maggior parte delle armi da fuoco. Una loro caratteristica è anche che essi non sono dotati di un proprio corpo, ma possono "insediarsi" nel corpo di qualunque essere umano "non liberato" collegato al sistema. Non appena vengono eliminati ricompaiono prendendo il posto di un'altra persona. Come viene mostrato nel fumetto se l'individuo di cui hanno preso possesso muore, esso viene scollegato dal sistema e gettato nella discarica dei rifiuti. Essi si tengono sempre in contatto fra loro e tengono costantemente sotto controllo il sistema grazie ai loro auricolari in dotazione.
- Bots sono i programmi che hanno sostituito gli agenti nella nuova versione di Matrix. In un mondo dove il controllo e i segreti sono molto più facilmente ottenibili mediante i social network e la tecnologia, i bots hanno come scopo primario quello di controllare in segreto le attività degli umani che abitano o entrano dentro a Matrix. Secondo l'Analista, era energeticamente più conveniente creare dei nuovi guardiani il cui potere si basa di più sui numeri che sulle capacità fisiche: pur non essendo, infatti, neanche lontanamente paragonabili ai vecchi agenti in termini fisici, tanto che un umano ben addestrato può affrontare anche diversi bots alla volta, questi ultimi compensano tale difetto grazie al loro gran numero. Sacrificando la forza e la velocità che rendevano i vecchi agenti il terrore degli Zioniti, ora Matrix è popolato da orde su orde di guardiani che, invece di essere "tutti e nessuno", ora sono letteralmente ovunque, perché sono talmente tanti che in ogni stanza, strada o mezzo pubblico ce n'è almeno uno, pronto a identificare intrusi. Grazie a loro, nascondersi e far perdere le proprie tracce, in Matrix, è diventato immensamente più complesso, perché basta essere notati da uno solo di loro che, in poco tempo, decine di bots entrano in azione. A comando, inoltre, i bots possono entrare in modalità "sciame", nella quale si riuniscono tutti contro un solo nemico, o gruppo di nemici, attaccando contemporaneamente come un intero esercito.
- Architetto, conosciuto anche come "Il Convalidatore", è interpretato dall'attore Helmut Bakaitis. L'Architetto è il programma che ha creato e che governa Matrix e, in quanto tale, è un'entità artificiale. Quando Neo giunge nella città delle macchine, sembra che questa entità sia a capo anche di quest'ultima. Questa caratteristica in lui è molto più evidente che negli altri programmi, infatti l'Architetto compie ragionamenti e riflessioni estremamente legati a una logica meccanica. Egli, nella programmazione di Matrix, ricerca un'armonia di precisione matematica; un obiettivo che, tuttavia, non riesce mai a raggiungere. Il suo modo di parlare, piuttosto meccanico e monocorde, è quasi privo di espressione o sentimenti. Inoltre definisce Neo diverso dagli altri Eletti per il fatto di aver conosciuto l'amore (di Trinity), cosa che gli altri suoi predecessori non avevano mai avuto modo di fare. Prima di costruire l'attuale Matrix, l'Architetto ne aveva progettate altre cinque versioni, le quali erano miseramente fallite in quanto non in linea con la natura umana: per questo lascia trapelare una vaga nota di frustrazione. Il risultato migliore lo ebbe con l'intervento dell'oracolo: questa nuova versione di realtà fu accettata dal 99% degli esseri umani. L'1% degli umani che rifiutava Matrix era, invece, un problema che credeva di poter controllare. In Matrix Revolutions, l'Oracolo spiega a Neo che la funzione dell'Architetto è quella di bilanciare le equazioni matematiche che governano l'esistenza di Matrix. Egli guarda all'esistenza umana come a una serie di equazioni e non è in grado di concepire il concetto del libero arbitrio, vedendo le possibilità di scelta come semplici variabili di un'equazione.
- Merovingio è un personaggio interpretato da Lambert Wilson. Spesso viene anche chiamato "il Francese". Il Merovingio è uno dei più antichi e potenti programmi all'interno di Matrix, uno dei pochissimi a poter manipolare direttamente il codice. Nonostante, tecnicamente, il Merovingio sia soltanto una sofisticata intelligenza artificiale, in Matrix assume l'aspetto e i comportamenti di un raffinato "uomo di mondo" dedito ai piaceri della carne. Spesso utilizza il francese per comunicare. È "sposato" con la bellissima Persephone, ma non disdegna la compagnia di altre donne. Sono innumerevoli i programmi al suo servizio, fra cui i "gemelli" Cujo e Vlad, apparsi in Enter the Matrix, e "l'uomo del treno", programma che ha creato le metropolitane illegali di Matrix per il transito di programmi dal mondo delle macchine a Matrix. Nonostante sia un personaggio assai potente e quasi onnisciente, il principale limite del Merovingio si dimostrerà essere proprio la troppa fiducia in se stesso. Persephone racconta a Neo che quando si trasferirono in Matrix per la prima volta egli era uguale a lui.
- Niobe compare a partire dal secondo film ed è interpretata da Jada Pinkett Smith. Niobe fa parte dei numerosi ribelli di Zion. È il capitano della nave Logos, il più piccolo e manovrabile hovercraft della flotta. La Logos ospita solo tre passeggeri: Niobe, Ghost (esperto d'armi e ufficiale di primo grado della nave) e Sparks (l'operatore). All'interno di Matrix, Niobe è una dei piloti più abili della flotta umana (è in grado di eseguire un'evoluzione a 270° con l'hovercraft). È conosciuta per avere un carattere forte, determinato e cocciuto. Una volta era legata a Morpheus, ma il loro rapporto si è rotto quando lui iniziò a cercare l'Eletto. Dopo ciò, conobbe il comandante Jason Lock, l'esatto opposto di Morpheus. Tuttavia sia Persephone che l’Oracolo le rivelano che è ancora innamorata di Morpheus, cosa tra l'altro intuibile nel videogioco Enter the Matrix (legato alla Trilogia di Matrix) che la vede protagonista.
- Oracolo in Matrix e in Matrix Reloaded è interpretata da Gloria Foster. In seguito alla morte dell'attrice avvenuta nel 2001, in Matrix Revolutions il suo ruolo fu interpretato da Mary Alice. L'Oracolo è una delle figure più potenti e antiche all'interno di Matrix, rappresentata dalla figura di una signora di colore, anziana, saggia e gentile, dedita alla preparazione di biscotti e incallita fumatrice. Possiede il dono della chiaroveggenza con la quale consiglia e guida gli umani che, come Neo, affrontano l'impresa di combattere il sistema di Matrix. L'architetto la definisce la "madre di Matrix". In base a quanto detto da Morpheus, l'Oracolo si è presentata agli umani dall'inizio della resistenza contro Matrix. Presto però diventa chiaro che il suo potere è limitato dalle azioni compiute dalle persone in base al loro libero arbitrio. Il futuro non è già scritto e il dono dell'Oracolo non è in grado di prevedere qualcosa che riguarda una decisione non ancora chiara, in quanto "nessuno riesce a vedere al di là di una scelta che non gli è chiara". In Matrix Revolutions vengono spiegati gli obiettivi dell'Oracolo che, infatti, è in aperta opposizione all'Architetto e, laddove costui cerca di bilanciare le equazioni che formano Matrix, l'Oracolo al contrario cerca lo sbilanciamento delle stesse. Per ottenere ciò l'Oracolo guida il "prescelto" (the one ovvero l'eletto), Neo, nella sua lotta contro le macchine per permettere agli umani di disconnettersi volontariamente da Matrix.
- Persephone è interpretata da Monica Bellucci. Persephone è la moglie del Merovingio, dotata di un aspetto affascinante, ma di una personalità contorta e ambigua. Rappresenta uno dei maggiori punti deboli del marito: il Merovingio infatti tradisce spesso Persephone, e per tale ragione la donna non esita a complottare alle sue spalle. È infatti lei ad aiutare Neo a trovare il fabbricante di chiavi, in cambio di un bacio (cosa che fa tremendamente arrabbiare Trinity). L'arma di Persephone è una pistola COP 357 Derringer, caricata con proiettili d'argento, in modo da poter uccidere i "programmi licantropi" al servizio del marito.

## Accoglienza

### Incassi
| Film                 | Data di uscita USA | Incassi ($)  | Incassi ($)    | Incassi ($) | Classifica   | Classifica | Budget ($) |
| Film                 | Data di uscita USA | Nord America | Internazionale | Mondiale    | Nord America | Mondiale   | Budget ($) |
| -------------------- | ------------------ | ------------ | -------------- | ----------- | ------------ | ---------- | ---------- |
| Matrix               | 31 marzo 1999      | 172076928    | 295145800      | 467623299   | 322          | 275        | 63000      |
| Matrix Reloaded      | 15 maggio 2003     | 281576461    | 460271476      | 741847937   | 119          | 129        | 150000     |
| Matrix Revolutions   | 5 novembre 2003    | 139313948    | 288030377      | 427344325   | 470          | 315        | 150000     |
| Matrix Resurrections | 21 dicembre 2021   | 37686805     | 119700000      | 157386805   | >1000        | >1000      | 190000     |
| Totale               | Totale             | 630654142    | 1163147653     | 1794202366  |              |            | 553000     |

### Critica
| Film                 | Rotten Tomatoes      | Metacritic         | CinemaScore |
| -------------------- | -------------------- | ------------------ | ----------- |
| Matrix               | 83% (207 recensioni) | 73 (35 recensioni) | A-          |
| Matrix Reloaded      | 74% (244 recensioni) | 62 (40 recensioni) | B+          |
| Matrix Revolutions   | 34% (218 recensioni) | 47 (41 recensioni) | B           |
| Matrix Resurrections | 63% (360 recensioni) | 63 (57 recensioni) | B-          |

## Altri media

### Animazione
In riconoscimento della forte influenza degli anime giapponesi sulla serie Matrix, è stata prodotta nel 2003 Animatrix, in concomitanza con l'uscita di Matrix Reloaded. Questa è una raccolta di nove cortometraggi animati destinati a arricchire ulteriormente i concetti, la storia, i personaggi e l'ambientazione della serie. L'obiettivo del progetto Animatrix era dare ad altri scrittori e registi l'opportunità di prestare la propria voce e interpretazione all'universo di Matrix; i Wachowski hanno ideato e supervisionato il processo e hanno scritto loro stessi alcuni episodi, sebbene siano stati affidati ad altri registi per l'esecuzione.

### Videogiochi
In seguito al successo del franchise, sono stati sviluppati una serie di videogiochi, questi racchiudono all'interno veri e propri spezzoni di film inediti e situazioni originali che vanno ad ampliare la storia. Il sito web ufficiale di Matrix ha proposto inoltre diversi browser game originali basati su Adobe Flash.
In occasione dei The Game Awards 2021, a scopo promozionale per l'imminente uscita di Matrix Resurrections e per mostrare le potenzialità del motore grafico di nuova generazione Unreal Engine 5, viene presentata e rilasciata in contemporanea una demo tecnica dal titolo The Matrix Awakens.
- Enter the Matrix (2003) Microsoft Windows, PlayStation 2, GameCube, Xbox
- The Matrix Online (2005) Microsoft Windows
- The Matrix: Path of Neo (2005) Microsoft Windows, PlayStation 2, Xbox
- The Matrix Awakens (2021) PlayStation 5, Xbox Series X/S

### Fumetti
- The Matrix Comics Serie 1 (1999)
- The Matrix Comics Serie 2 (2000–2002)
- The Matrix Comics Serie 3 (2002–2003)
- The Matrix Comics Volume 1 (2003)
- The Matrix Comics Volume 2 (2004)
- The Matrix Comics 20th Anniversary Edition (2020, raccolta)

## Influenza culturale
Diverse sono state le interpretazioni sul significato di questi film, sino a dare vita a un movimento religioso chiamato Matrixismo. Dopo il coming out delle Wachowski, nel corso degli anni è stata da più parti avanzata l'idea che la serie sia in realtà una metafora transgender, idea peraltro sostenuta da Lilly Wachowski il 4 agosto 2020 in un video rilasciato sul canale YouTube Netflix Film Club.